# Iloczyn tensorowy modułów
Iloczynem tensorowym modułów {\displaystyle M} i {\displaystyle N} nazywa się taki moduł, którego odwzorowania liniowe (homomorfizmy) w dowolny moduł {\displaystyle Z} są we wzajemnie jednoznacznej odpowiedniości z odwzorowaniami dwuliniowymi modułów {\displaystyle M} i {\displaystyle N} w moduł {\displaystyle Z.}

## Istnienie i określenie
Jeżeli {\displaystyle R} jest pierścieniem przemiennym oraz {\displaystyle M} i {\displaystyle N} są odpowiednio prawym i lewym {\displaystyle R}-modułem, to istnieje z dokładnością do izomorfizmu jedyny taki {\displaystyle R}-moduł {\displaystyle P} oraz odwzorowanie dwuliniowe
{\displaystyle \theta \colon M\times N\to P,}
że dla każdej grupy abelowej {\displaystyle Z} oraz dla każdego odwzorowania dwuliniowego
{\displaystyle f\colon M\times N\to Z}
istnieje taki homomorfizm grup
{\displaystyle {\tilde {f}}\colon P\to Z,}
że
{\displaystyle {\tilde {f}}\circ \theta =f.}
Moduł {\displaystyle P} (wraz z odzorowaniem {\displaystyle \otimes :=\theta }) nazywana jest iloczynem tensorowym modułów {\displaystyle M} i {\displaystyle N} i oznaczana symbolem {\displaystyle M\otimes _{R}N} (bądź po prostu {\displaystyle M\otimes N,} gdy z kontekstu wynika nad jakim pierścieniem {\displaystyle R} rozważane są moduły). Innymi słowy, iloczyn tensorowy {\displaystyle M} i {\displaystyle N} to jedyna z dokładnością do izomorfizmu grupa abelowa {\displaystyle M\otimes _{R}N,} dla której diagram
jest przemienny.

## Konstrukcja iloczynu tensorowego modułów
Iloczyn tensorowy {\displaystyle R}-modułów {\displaystyle M} i {\displaystyle N} (wraz z odwzorowaniem {\displaystyle \theta =\otimes _{R}}) może zostać skonstruowany w następujący sposób: rozpatrzmy moduł wolny {\displaystyle F(M\times N)} generowany przez iloczyn kartezjański {\displaystyle M\times N.} Jego elementami są funkcje {\displaystyle f\colon M\times N\to R} o skończonym nośniku {\displaystyle \operatorname {supp} f:=\{x\in M\times N;\ f(x)\neq 0\}} postaci
{\displaystyle f=\sum _{(m,n)\in M\times N}r_{(m,n)}(m,n)}
dla pewnych {\displaystyle r_{(m,n)}\in R,} gdzie {\displaystyle (m,n)\in F(M\times N)} oznacza funkcję, która {\displaystyle (x,y)\in M\times N} przyporządkowuje 1, gdy {\displaystyle (x,y)=(m,n)\in M\times N} i 0 w przeciwnym wypadku. Moduł ilorazowy
{\displaystyle F(M\times N)/S,}
gdzie {\displaystyle S} jest podmodułem modułu {\displaystyle F(M\times N),} generowanym przez elementy postaci
{\displaystyle (rm+r'm',n)-r(m,n)-r'(m',n),}
{\displaystyle (m,rn+r'n')-r(m,n)-r'(m,n'),}
dla {\displaystyle m,m'\in M,n,n'\in N,r,r'\in R,} jest iloczynem tensorowym modułów {\displaystyle M} i {\displaystyle N{:}}
{\displaystyle F(M\times N)/S=M\otimes _{R}N.}
Element
{\displaystyle m\otimes _{R}n:=(m,n)+S}
nazywany jest tensorem prostym elementów {\displaystyle m\in M} i {\displaystyle n\in N,} a każdy element {\displaystyle M\otimes _{R}N} – tensorem. Zbiór wszystkich tensorów prostych jest zbiorem wolnych generatorów iloczynu tensorowego {\displaystyle M\otimes _{R}N.} Tensor prosty {\displaystyle m\otimes _{R}n} jest obrazem pary {\displaystyle (m,n)} w homomorfizmie kanonicznym
{\displaystyle \pi \colon F(M\times N)\to F(M\times N)/S=M\otimes _{R}N.}
Jeżeli {\displaystyle M_{1},...,M_{n}} są {\displaystyle R}-bimodułami, to można wprowadzić definicję iloczynu tensorowego
{\displaystyle M_{1}\otimes _{R}\ldots \otimes _{R}M_{n},}
zastępując odpowiednio odwzorowania dwuliniowe odwzorowaniami {\displaystyle n}-liniowymi w określeniu.